# Deutsch-Tschechische Erklärung
Die Deutsch-Tschechische Erklärung (eigentlich Deutsch-tschechische Erklärung über die gegenseitigen Beziehungen und deren künftige Entwicklung, tschechisch Česko-německá deklarace o vzájemných vztazích a jejich budoucím rozvoji) ist ein grundlegendes Dokument der Regierungen der Bundesrepublik Deutschland und der Tschechischen Republik von 1997, in dem beide Seiten erklärten, dass sie „ihre Beziehungen nicht mit aus der Vergangenheit herrührenden politischen und rechtlichen Fragen belasten werden“. Gleichzeitig vereinbarten sie die Einrichtung des Deutsch-Tschechischen Zukunftsfonds.
Der am 21. Januar 1997 von Bundeskanzler Helmut Kohl und Bundesaußenminister Klaus Kinkel sowie Premierminister Václav Klaus und Außenminister Josef Zieleniec in Prag unterzeichneten Erklärung stimmten sowohl der Deutsche Bundestag (am 30. Januar) als auch das tschechische Parlament (am 14. Februar) zu.

## Vorgeschichte
Im Rahmen der neuen Ostpolitik unter Bundeskanzler Willy Brandt hatte die damalige Bundesrepublik Deutschland auch mit der Tschechoslowakei diplomatische Beziehungen aufgenommen – der Prager Vertrag von 1973 regelte die Grundlagen: Neben Gewaltverzicht, der Unverletzlichkeit der gemeinsamen Grenze und der Erklärung, gegenseitig keinerlei Gebietsansprüche zu erheben, war vereinbart worden, das Münchner Abkommen von 1938 als nichtig anzusehen. Nach den Umwälzungen 1989/90 mit der tschechoslowakischen Samtenen Revolution und der Vereinigung der beiden deutschen Staaten wurde 1992 ein Nachbarschaftsvertrag geschlossen, in dem unter anderem das Recht der jeweiligen Minderheiten, also der Deutschen in Tschechien sowie der Tschechen und Slowaken in Deutschland, „ihre ethnische, kulturelle, sprachliche und religiöse Identität frei zum Ausdruck zu bringen“ festgeschrieben wurde. Ausdrücklich aus dem Vertragswerk ausgeklammert blieben Vermögensfragen – beispielsweise eventuelle Entschädigungen für Enteignung und Vertreibung der Deutschen aus der Tschechoslowakei.
Nach der friedlichen Auflösung der Tschechoslowakei zum 1. Januar 1993 stellte Tschechien im Januar 1996 ein formelles EU-Beitrittsgesuch.
Nach den Verhandlungen zwischen beiden Regierungen wurde die Erklärung nach etwa dreistündiger Aussprache vom Deutschen Bundestag am 30. Januar 1997 mit einer Mehrheit von 577 Stimmen angenommen; 20 Abgeordnete der CDU/CSU-Fraktion stimmten dagegen, 23 Abgeordnete der CDU/CSU-Fraktion und der PDS enthielten sich. Im tschechischen Abgeordnetenhaus hingegen wurde eine kontroverse viertägige Debatte geführt, die sich teils bis spät in die Nacht erstreckte. Die Kommunisten und die Republikaner waren gegen die Erklärung, auch einige andere Abgeordnete hatten Vorbehalte. Die Kritiker fürchteten insbesondere, dass die Erklärung einem deutschen Revisionismus und Entschädigungsforderungen der sudetendeutschen Vertriebenen den Weg bereiten könne, da die entsprechenden Punkte nicht deutlich genug geregelt seien. Die Debatte war von vielen Unterbrechungen gekennzeichnet, häufig verursacht von Kommunisten und Republikanern, die mehrfach Anträge auf die Verschiebung der Debatte einbrachten. Am Abend des 14. Februar 1997 beschloss das Abgeordnetenhaus die Annahme der Erklärung mit 131 zu 59 Stimmen.

## Inhalt
Die Erklärung besteht aus einer Präambel und acht Punkten. Punkt eins hebt auf die Weiterentwicklung der Beziehungen „im Geiste guter Nachbarschaft und Partnerschaft“ ab, wobei der „gemeinsame Weg in die Zukunft ein klares Wort zur Vergangenheit“ erfordere. Im zweiten Punkt wird deutsches Bedauern ausgedrückt über das Münchner Abkommen, die Zerschlagung und Besetzung der Tschechoslowakischen Republik sowie die nationalsozialistische Gewaltherrschaft, im dritten Punkt tschechisches Bedauern über Leid und Unrecht durch die Vertreibung, Enteignung und Ausbürgerung der Sudetendeutschen sowie darüber, dass Exzesse nicht bestraft wurden. Zentral ist Punkt vier, der feststellt, dass „jede Seite ihrer Rechtsordnung verpflichtet bleibt und respektiert, dass die andere Seite eine andere Rechtsauffassung hat. Beide Seiten erklären deshalb, dass sie ihre Beziehungen nicht mit aus der Vergangenheit herrührenden politischen und rechtlichen Fragen belasten werden.“
Im Punkt sieben wird die Einrichtung eines deutsch-tschechischen Zukunftsfonds, im Punkt acht die Fortführung der Arbeit der deutsch-tschechischen Historikerkommission sowie die Einrichtung eines deutsch-tschechischen Diskussionsforums vereinbart.

## Folgen
Sowohl die Europäische Union als auch der Europarat begrüßten die Erklärung, die Sudetendeutsche Landsmannschaft dagegen lehnte sie ab. Der Deutsch-Tschechische Zukunftsfonds wurde am 29. Dezember 1997 als Stiftungsfonds nach tschechischem Recht mit Sitz in Prag gegründet.
Der Beitritt Tschechiens zur Europäischen Union erfolgte mit der Osterweiterung zum 1. Mai 2004.